# Nowosilśke (obwód odeski)
Nowosilśke (ukr. Новосільське) – wieś na Ukrainie, w obwodzie odeskim, w rejonie izmailskim, w hromadzie Reni. Miejscowość etnicznie mołdawska.
W 2001 liczyła 3572 mieszkańców, spośród których 75 wskazało jako ojczysty język ukraiński, 115 rosyjski, 3288 mołdawski, 6 rumuński, 45 bułgarski, 1 białoruski, 25 gagauski, a 17 inny.